# Passacaglia (Tage Nielsen)
Tage Nielsen componeerde zijn Passacaglia voor orkest in 1981. De compositie duurt ongeveer een kwartier.

## Geschiedenis
Nielsen had zich inmiddels gewend tot een stijl die meer aansloot bij de neo-romantiek, maar gaf daar een eigen draai aan. In zijn geval betekende het dat hij typische elementen uit de klassieke muziek een modern jasje gaf. Zo ook in deze passacaglia, normaal zit de doorlopende lijn van een dergelijke compositie in de basstem; hier niet.

## Compositie
De compositie is geschreven voor het Arhus Symfonie Orkest. Hier wordt de passacaglia niet bijeengehouden door de basstemmen; wat deze compositie bij elkaar houdt zijn de middenstemmen. De compositie begint met een slag op het klokkenspel, daarna volgt de strijkersectie meteen mysterieus klinken akkoord, waarna een eruptie van slagwerk. Dan begint de passacaglia echt. De steeds terugkerende lager wordende tonenreeks klinken net zo vaag en mysterieus als het begin. Het lijkt erop of de musici met voorzichtigheid de noten spelen, twijfelachtig. Vaak klinken dissonanten alsof de componist de partijen voor de diverse musici niet correct heeft overgenomen, maar een halve toon hoger of lager heeft genoteerd. Veranderingen van koorden gaat gepaard met glissandi; dat geeft een stroperig effect; in dit geval niet zwaar aangezet, maar licht van klank. Regelmatig valt de compositie stil en begint weer opnieuw.